# Ramphastos dicolorus
Il tucano pettorosso (Ramphastos dicolorus Linnaeus, 1766), noto anche come tucano dal becco verde, è un uccello della famiglia Ramphastidae diffuso nel Brasile meridionale e orientale, nel Pantanal della Bolivia, nel Paraguay orientale e nell'estremo nord-est dell'Argentina.

## Descrizione
Con un peso di 265–400 g e una lunghezza totale di 42–48 cm, è una delle specie più piccole del genere Ramphastos. Il becco è lungo circa 10 cm, di colore verde pallido. Il suo petto è in realtà arancione, con il giallo ai lati.

## Allevamento
In avicoltura, il loro fabbisogno di ampie gabbie, un'alta dieta di frutta e sensibilità all'emocromatosi (malattia da accumulo di ferro) rendono difficile la loro manutenzione per i principianti.